# 國度事奉中心
國度事奉中心（Kingdom Ministries）是香港一個基督教非牟利機構，成立於2004年，由徐鎮、陳世強及何寶生等人創立，主要服事華人教會，為他們提供培訓、基督教新聞消息及邀請外來講員服事。其事工涵概甚廣，包括媒體，青少年，敬拜禱告，兒童及培訓。其中主要媒體事工國度復興報每期均免費派發到教會。至今發行超過300期，於2015年開始製作簡單易懂的動畫國度一分鐘教導聖經或重點主題。

## 歷史
- 2004年：為擴展台灣國度復興報，復興雜誌等事工，同時為了促進華人的基督徒訊息交流，國度事奉中心於是誕生，成為香港跨教派連結的重要平台。[2]
- 2007年：為希望與年輕人傳達正向價值觀，於是創立「Crossmen」月刊。使用年青人成為創作團隊—大膽的色系配搭與年輕人溝通的語調為其特色之一。
- 2012年：國度復興報手機應用程式正式推出。同年禱告月刊「Prayground」推出。目標是推動青少年禱告和燃點他們禱告的熱情。[3]
- 2014年：青少年事工「dreamates（页面存档备份，存于）」成立，推動正向教育，其口號「夢想．創意．同伴」為其平台重要的價值觀。
- 2015年：Worship Studio成立，推動敬拜事奉者、藝術家等使用新形式敬拜。